# Agata (nome)
Agata  è un nome proprio di persona italiano femminile.

## Varianti
- Femminili
  - Ipocoristici: Agatina[1][2], Agatella[2]
  - Composti: Agata Maria[2]
- Maschili: Agato[1][2]
  - Ipocoristici: Agatino[1][2]

### Varianti in altre lingue
- Asturiano: Gadea[6]
- Basco: Agates[6]
- Catalano: Àgata[6], Àgueda[6]
- Ceco: Agáta[3], Agata[4]
- Croato: Agata[3]
  - Ipocoristici: Jaga[3]
- Danese: Agathe[3][4]
- Francese: Agathe[1][3][4]
- Galiziano: Ádega[6]
- Greco antico: Ἀγαθὴ (Agathe)[2][7][8]
- Greco moderno: Αγαθη (Agathī)[2]
- Inglese: Agatha[1][3][4][8]
  - Ipocoristici: Aggie[3][4]
  - Medio inglese: Agata[4], Agacia[4], Agace[4], Agas[4]
- Latino: Agathe[2], Agatha[2][3]
- Ligure: Agâ, Agata[9]
- Norvegese: Ågot[3], Agathe[3][4]
- Olandese: Agatha
  - Ipocoristici: Aagje
- Polacco: Agata[3]
- Portoghese: Águeda[3][4]
- Russo: Агафья (Agaf'ja)[3][4], Агата (Agata)[3]
  - Ipocoristici: Ганя (Ganja)[4], Гаша (Gaša)[4]
- Serbo: Агата (Agata)[3]
  - Ipocoristici: Јага (Jaga)[3]
- Slovacco: Agáta
- Sloveno: Agata[3]
- Spagnolo: Águeda[1][3][6], Agata[1][3][4], Ágata[6]
- Svedese: Agda[3][4], Agata[3]
- Tedesco: Agathe[1][3][4]
- Ungherese: Ágota[3][4]
  - Ipocoristici: Ági[3]

## Origine e diffusione

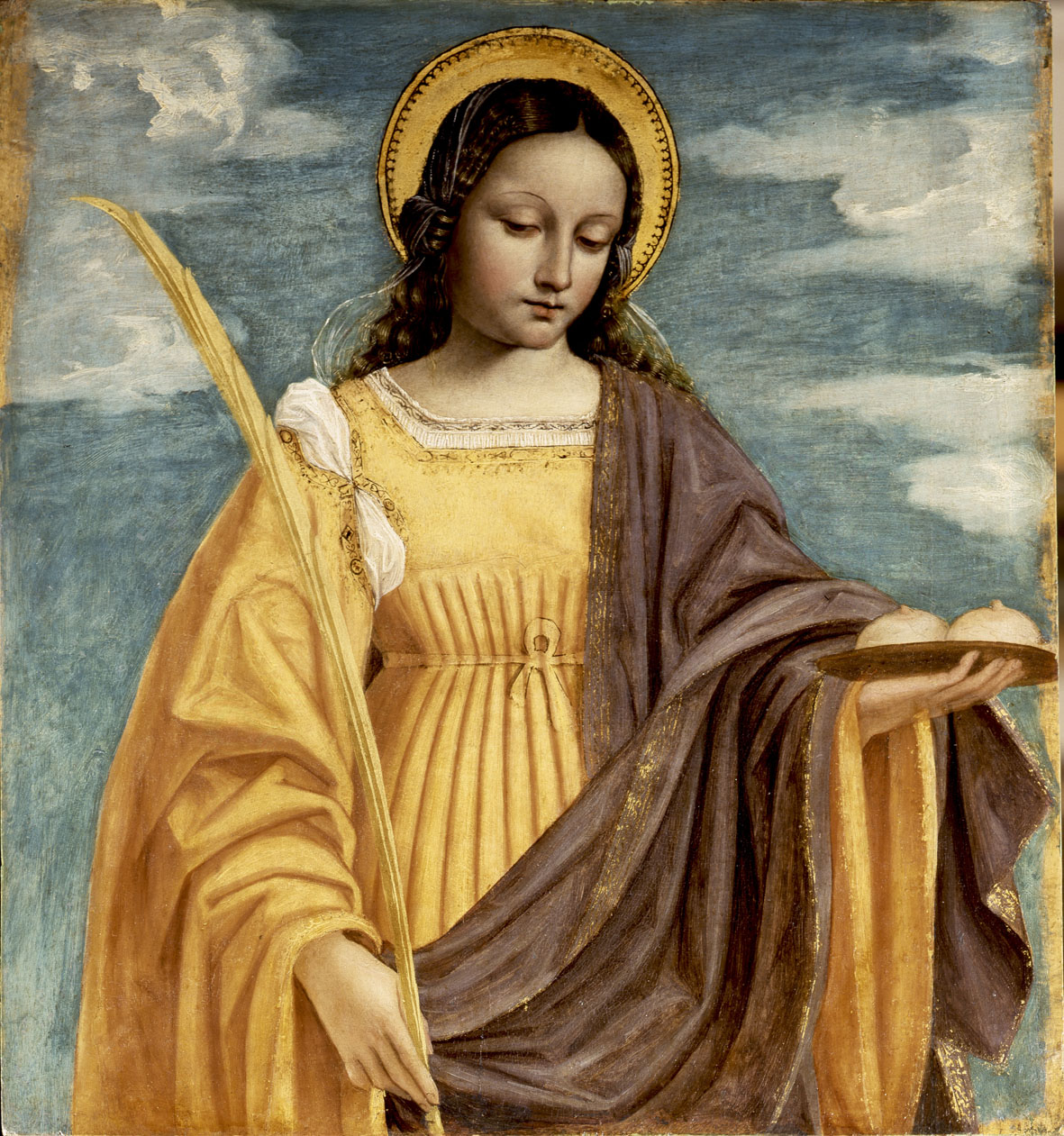
Sant'Agata in un dipinto del Bergognone

Deriva dal nome greco Ἀγαθὴ (Agathe), basato sul vocabolo ἀγαθὸς (agathos), che significa "buono", "gentile", "nobile", "valente". Alla stessa radice risalgono diversi altri nomi, fra cui Agazio, Agatone (che sono talvolta considerati sue forme maschili), Agatangelo, Agatocle e Agatodoro.
Il nome approdò originariamente in Sicilia quasi certamente con l'arrivo dei bizantini. Secondo una tradizione successiva, venne portato da sant'Agata, fanciulla catanese martirizzata sotto Decio; il suo culto, diffusissimo durante il Medioevo, proiettò il suo nome ben al di fuori dai confini dell'isola. In Gran Bretagna, ad esempio, è attestato in epoca medievale in numerose forme vernacolari. In Italia è accentrato in Sicilia, specie nella provincia di Catania; è però ben diffuso anche nel resto del paese, anche ma non solo per immigrazione interna. Non è invece mai stato molto popolare negli Stati Uniti, dove è rimasto sostanzialmente inutilizzato dal 1940.
Va notato che in italiano (così come in catalano e in spagnolo, ma non in molte altre lingue) il nome "Agata" coincide con quello dell'agata, la pietra preziosa (propriamente una varietà di quarzo). Essi non sono correlati; la pietra trae il suo nome dal greco ἀχάτης (akhátēs), passato in latino come achates, sempre indicante la pietra; Akhátēs era anche l'antico nome del fiume siciliano Dirillo, dove tali pietre venivano rinvenute, ma non è chiaro se la pietra abbia preso il nome dal fiume o viceversa.

## Onomastico
L'onomastico viene festeggiato il 5 febbraio in ricordo della già citata sant'Agata, martire, patrona di Catania e di svariati altri luoghi. Si ricordano con questo nome anche altre sante e beate, alle date seguenti:
- 9 gennaio, santa Agata Yi, martire con santa Teresa Kim a Seul[12][13]
- 28 gennaio, santa Agata Lin Zhao, vergine e martire a Maokou (Cina)[12][13]
- 31 gennaio, sante Agatha Kwon Chin-I e Agatha Yi Kyong-I, martiri a Seul[13]
- 5 febbraio, santa Agata Ildegarda, contessa di Carinzia[13]
- 24 maggio, sante Agata Kim A-Gi e Agatha Yi So-Sa, martiri rispettivamente a Seul e a Icheon[13]
- 2 luglio, beata Agata Han Sin-ae, martire a Boryeong[12][13]
- 4 luglio, beata Agatha Yun Jeom-Hye, martire a Yanggeun nel Gyeonggi[13]
- 19 agosto, beata Agueda Hernández Amorós, religiosa delle suore carmelitane della carità di Vedruna, uccisa a El Saler (Comunità Valenciana), una dei martiri della guerra civile spagnola[13]
- 20 settembre, santa Agatha Yi Kan-Nan, martire a Seul[13]
- 26 settembre, santa Agatha Chon Kyong-Hyob, martire a Seul[13]
- 6 ottobre, beata Agata, martire a Kyoto[13]
- 12 dicembre, santa Agata, religiosa benedettina a Wimborne e poi missionaria in Germania[13]
- 26 dicembre, beata Agata Phutta Bi, martire a Ban Songkhon presso Mukdahan (Thailandia)[13]

## Persone

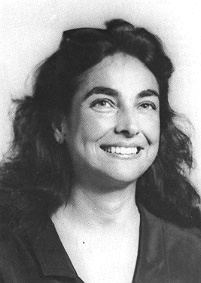
Agata Alma Cappiello

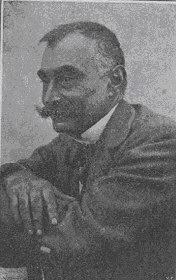
Agatino Perrotta

- Agata di Kiev, moglie di Edoardo l'esiliato
- Agata di Normandia, figlia di Guglielmo I d'Inghilterra
- Agata Alma Cappiello, politica italiana
- Agata Flori, attrice italiana
- Agata della Pietà, compositrice e soprano italiana
- Agata Durajczyk, pallavolista polacca
- Agata Mróz, pallavolista polacca
- Agata Nowacka, cestista polacca
- Agata Ruscica, giornalista e attivista italiana
- Agata Sawicka, pallavolista polacca

### Variante Agatha
- Agatha Barbara, insegnante e politica maltese
- Agatha Christie, scrittrice e drammaturga britannica

### Variante Agathe
- Agathe de La Fontaine, attrice francese
- Agathe Ngani, calciatrice camerunese
- Agathe Uwilingiyimana, politica ruandese
- Agathe von Trapp, cantante e scrittrice austriaca naturalizzata statunitense

### Altre varianti femminili
- Ágatha Bednarczuk, giocatrice di beach volley brasiliana
- Aagje Deken, scrittrice olandese
- Agaf'ja Semënovna Grušeckaja, prima moglie di Fëdor III di Russia
- Ágota Kristóf, scrittrice ungherese naturalizzata svizzera
- Agda Persdotter, amante di Erik XIV di Svezia
- Ágatha Ruiz de la Prada, stilista spagnola

### Variante maschile Agatino
- Agatino (I secolo), medico greco antico
- Agatino (IV secolo a.C.), scultore greco antico
- Agatino Amantia, economista, docente ed editore italiano
- Agatino Cuttone, calciatore e allenatore di calcio italiano
- Agatino Licandro, politico italiano
- Agatino Perrotta, poeta e scrittore italiano
- Agatino San Martino Pardo, astronomo e matematico italiano

## Il nome nelle arti
- Agata è un personaggio del manga Claymore.
- Agata è un personaggio della serie animata I Puffi.
- Agatha è un personaggio della serie Pokémon.
- Agathe Cléry è un personaggio dell'omonima commedia di Étienne Chatiliez.
- Agatha Harkness è un personaggio dei fumetti Marvel Comics.
- Agata Iacovoni è un personaggio del film del 2003 Caterina va in città, diretto da Paolo Virzì.
- Agatha Spezzindue è un personaggio del romanzo di Roald Dahl Matilde, e del film da esso tratto Matilda 6 mitica, dove è rinominata "Agatha Trinciabue".
- Agata Torregiani è un personaggio del film del 2004 Agata e la tempesta, diretto da Silvio Soldini.
- Agata è il titolo di una canzone di Nino Ferrer.
- la zia Agata è un personaggio del film del 1950 Totò cerca moglie, diretto da Carlo Ludovico Bragaglia.
- Agatha è un personaggio del film del 2014 Grand Budapest Hotel, diretto da Wes Anderson.
- Agaf'ja è un personaggio del romanzo Oblomov di Ivan Aleksandrovič Gončarov.
- Agathe è un personaggio dell'opera teatrale Il franco cacciatore, di Carl Maria von Weber
- Agatha è un personaggio del film del 2002 Minority Report, diretto da Steven Spielberg.